# Elisabeth von Sizilien (1310–1349)
Elisabeth von Sizilien (auch Isabel von Aragon; * um 1310; † 21. März 1349 in Landshut) war durch Geburt eine Prinzessin von Sizilien aus dem Haus Barcelona und durch Heirat von 1347–49 Herzogin von Bayern.

## Leben
Elisabeth von Sizilien war eine Tochter des Königs Friedrich II. von Sizilien und seiner Gattin Eleonore von Anjou. Am 27. Juni 1328 wurde sie als etwa 18-Jährige mit dem noch minderjährigen bayrischen Prinzen Stephan (II.) (um 1319–1375), einem Sohn des mit ihrem Vater verbündeten Kaisers Ludwig dem Bayern, vermählt. Anscheinend wurde diese politische Ehe erst um die Mitte der 1330er Jahre vollzogen. Aus ihr gingen vier Kinder hervor:
- Stephan III. (* 1337; † 25. September 1413), Herzog von Bayern-Ingolstadt
  1. ⚭ 1367 Taddea Visconti (1351–1381), Tochter Bernabò Viscontis
  2. ⚭ 1401 Elisabeth von Kleve (um 1378 – nach 1439), Tochter Adolfs I. von Kleve
- Agnes (* um 1338), 
  1. ⚭ 1356 König Jakob I. von Zypern, Jerusalem und Armenien (1334–1398)
- Friedrich (* um 1339; † 4. Dezember 1393), Herzog von Bayern-Landshut
  1. ⚭ 1360 Gräfin Anna von Neuffen (1327–1380), Tochter Bertholds VII. von Neuffen
  2. ⚭ 1381 Maddalena Visconti (1366–1404), Tochter Bernabò Viscontis
- Johann II. (* um 1341; † Juni/Juli 1397), Herzog von Bayern-München,
  1. ⚭ 1372 Katharina von Görz († 1391), Tochter Meinhards VI. von Görz

Nach dem Tod Ludwigs des Bayern im Oktober 1347 regierte Stephan II. gemeinsam mit seinen Brüdern in Bayern und anderen Wittelsbacher Territorien, und seine Gattin Elisabeth stieg dementsprechend zur bayrischen Herzogin auf. Sie starb aber bereits im März 1349 im Alter von nur etwa 39 Jahren in Landshut und wurde in der Frauenkirche in München beigesetzt. 1359 heiratete Herzog Stephan II. in zweiter Ehe die Burggräfin Margarete, eine Tochter des Burggrafen Johann II. von Nürnberg. Elisabeth war u. a. über ihren Sohn Stephan III. Großmutter der französischen Königin Isabeau.